# Synarmadillo schlegeli
Synarmadillo schlegeli là một loài chân đều trong họ Armadillidae. Loài này được Ferrara & Schmalfuss miêu tả khoa học năm 1983.